# Bosmun jezik
Bosmun jezik (bosman, bosngun; ISO 639-3: bqs), jedan od dva bosmun-awar jezika, šire skupine ottilien, porodica ramu-lower sepik, kojim govori 1 300 ljudi (2004 PBT) u Papui Novoj Gvineji. Govori se u pet sela u distriktu Bogia u provinciji Madang uz rijeku Ramu.
Etnička grupa zove se Bosmun

## Vanjske poveznice
- Ethnologue (14th)
- Ethnologue (15th)
- The Bosngun Language